# Relógio Mundial (Alexanderplatz)

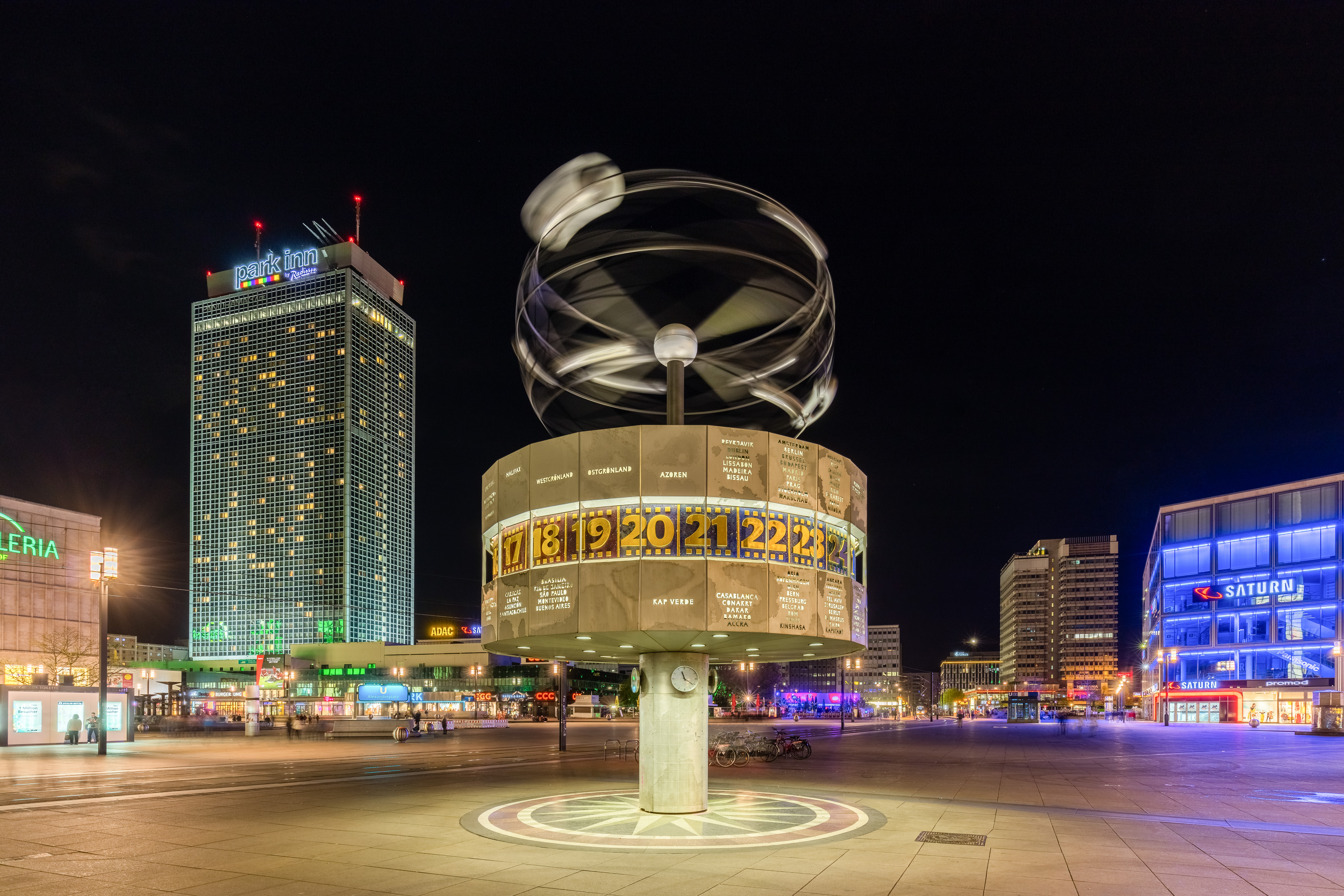
Uma foto noturna do Relógio Mundial, tirada em 22 de abril de 2016

O Relógio Mundial (em alemão:  Weltzeituhr), também conhecido como Relógio Mundial Urania (em alemão:  Urania-Weltzeituhr), é uma grande torre de relógio o localizado na praça pública de Alexanderplatz em Mitte, Berlim.  
Ao ler as marcações em sua rotunda de metal, é possível determinar a hora atual em 148 grandes cidades de todo o mundo. Desde a sua montagem em 1969, tornou-se uma atração turística e um ponto de encontro. Em julho de 2015, o governo alemão declarou o relógio como um monumento histórico e culturalmente significativo.

## História

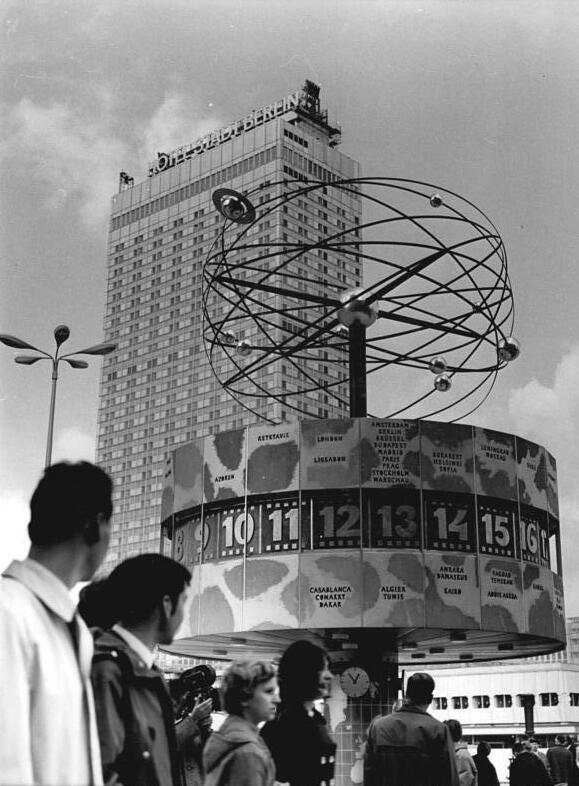
O Relógio Mundial em 3 de outubro de 1969, logo após ter sido aberto ao público

O relógio mundial de dezesseis toneladas foi aberto ao público em 30 de setembro de 1969, pouco antes do vigésimo aniversário da República Democrática Alemã, junto com a Torre de TV de Berlim (Berliner Fernsehturm). A montagem do relógio fazia parte de um plano maior de expandir e reorganizar a Alexanderplatz como um todo. No final das obras, a praça era quatro vezes maior do que no final da Segunda Guerra Mundial. 
O relógio foi desenhado por Erich John, que na época era funcionário do grupo de planejamento da transformação da Alexanderplatz, sob a direção de Walter Womacka. Antes de projetar o relógio e gerenciar sua construção, John era professor na Kunsthochschule Berlin-Weißensee (então chamada Hochschule für bildende und angewandte Kunst, "Faculdade de Belas Artes e Artes Aplicadas"), onde ensinava design de produtos. A ideia de erguer um relógio na Alexanderplatz surgiu quando os destroços do Uraniasäule (também conhecido como Wettersäule), um relógio público anterior à Segunda Guerra Mundial, foram encontrados durante a restauração da praça em 1966.
A construção do relógio exigiu mais de 120 engenheiros e outros especialistas, incluindo o escultor Hans-Joachim Kunsch; a empresa Getriebefabrik Coswig também foi fundamental em sua construção. Na Alemanha Oriental, na época, não havia um prêmio de design amplamente reconhecido, então John não recebeu um por seu trabalho. 
Em 1987, uma moeda comemorativa foi lançada com a imagem do Relógio Mundial. Em 1997, as cidades de Tel Aviv e Jerusalém foram adicionadas ao relógio durante um reparo necessário ao mecanismo   - quando foi erguida, as cidades foram omitidas devido às sensibilidades políticas que cercavam a nação de Israel da época. Duas cidades que mudaram de nome desde que o relógio foi erguido também foram alteradas: Leningrado (para São Petersburgo ) e Alma Ata (para Almaty). 

## Funcionamento
A principal característica do Relógio Mundial é uma grande coluna de vinte e quatro lados (cuja seção transversal é um icositetraedro regular). Cada lado da coluna representa um dos 24 principais fusos horários da Terra e tem os nomes das principais cidades que usam esse fuso horário gravado nela. Uma rosa dos ventos é pintada no pavimento abaixo da coluna que sustenta o relógio. Quatro relógios analógicos menores estão localizados nas laterais da coluna estreita que sustenta a rotunda, e o relógio inteiro é mais do que suficiente para que as pessoas fiquem embaixo dele e leiam os relógios menores. 
O relógio é mecânico e, em operação normal, está constantemente em movimento, embora o movimento seja muito lento para ser visto por um observador humano - é facilmente aparente nas gravações em time-lapse. Números de um a vinte e quatro giram do lado de fora do relógio durante o dia. Para ler o relógio, o usuário encontra o lado do icositetraedro que corresponde à cidade ou ao fuso horário em que está interessado e anota o número sob ele. O número corresponde à hora atual nessa cidade. Se o número não estiver diretamente abaixo do lado, mas for compensado por alguma fração, isso poderá ser usado como uma maneira de estimar o número de minutos após a hora em que está nessa cidade. Isso é facilitado porque cada número está em um retângulo de cor diferente, cujo comprimento corresponde a um lado do icositetraedro. 
Cidades em fusos horários que não são as horas exatas deslocadas do UTC, como Nova Deli, que fica no fuso horário da Índia (IST) (UTC + 05: 30), têm seus deslocamentos em minutos gravados ao lado deles. No caso de Nova Deli, a gravura é "NOVA DELI + 30`". 
Uma vez por minuto, uma renderização artística escultural do sistema solar, feita de anéis e esferas de aço, gira. Incluindo a escultura, o Relógio Mundial tem 10 metros de altura.
O relógio é acionado por um motor elétrico que reside em um espaço de 5 m x  5 m  x 1,9 m. Este motor aciona a caixa de velocidades, que foi reconstruída a partir de uma fabricada pela Trabant. Durante a renovação do relógio em 1997, a Aurotec GmbH substituiu partes do equipamento original que estavam com defeito. 

## Relevância social
O relógio se tornou, desde os anos 70, palco de protestos, além de um marco que os berlinenses que moram perto da área usam para conhecer uns aos outros. 
Em 12 de maio de 1983, os deputados do Bundestag dos Verdes, incluindo Petra Kelly, Gert Bastian e três outros deputados, desenrolaram um banner com a inscrição "Os Verdes   - espadas para arados" na frente do relógio mundial e foram presos.
Por ocasião do 40º aniversário da República Democrática Alemã em 7 de outubro de 1989, os grupos políticos da oposição formaram uma manifestação que começou no relógio e terminou no Palácio da República. O Estado respondeu prendendo mais de 1.200 manifestantes. Trinta e três dias depois, o Muro de Berlim caiu. 

## Galeria

A Torre de Televisão de Berlim e o Relógio Mundial.
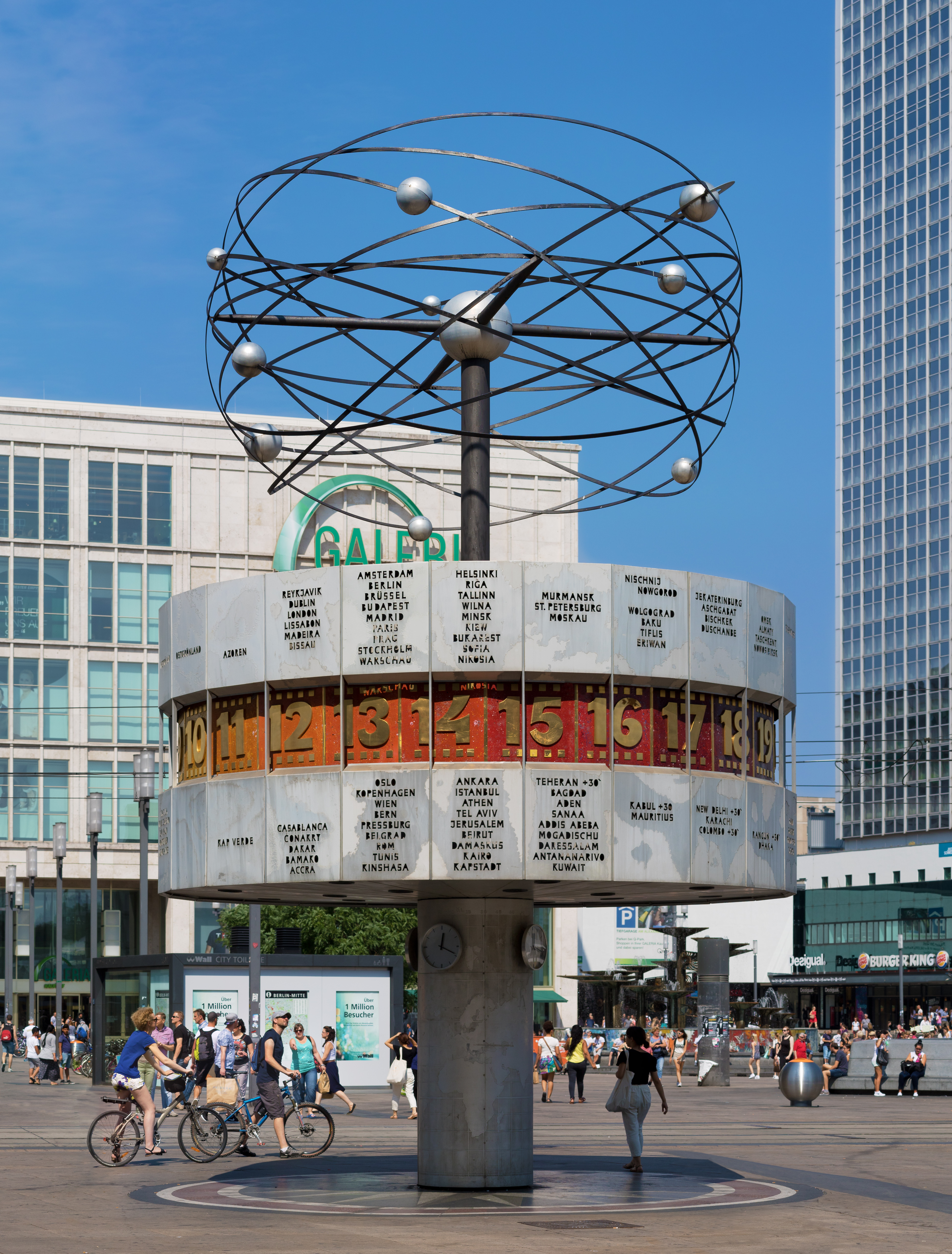
O Relógio Mundial em 2015
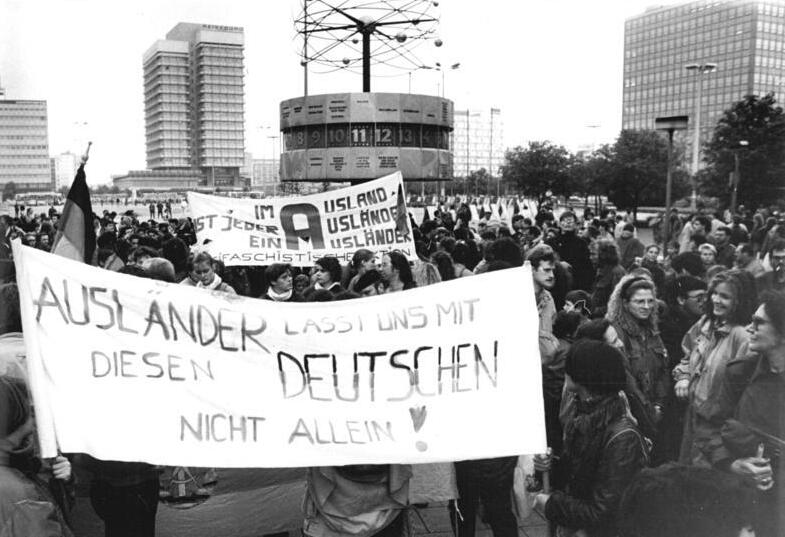
Um protesto no dia 24 de abril de 1990.